# Petru Filip
Petru Filip (n. 23 ianuarie 1955, Slobozia) este un inginer și politician român, primarul municipiului Oradea în perioada 1992-1996 și 2000-2007, fiind pe atunci membru al Partidului Democrat. A fost reprezentant al României în Parlamentul European. În 2008 a devenit reprezentant de Bihor în Senatul României, cameră în care este președintele comisiei pentru administrație publică, organizarea teritoriului și protecția mediului.